# Bäcksotmossa
Bäcksotmossa (Andreaea hartmanii) är en bladmossart som beskrevs av Thedenius 1849. Bäcksotmossa ingår i släktet sotmossor, och familjen Andreaeaceae. Arten är reproducerande i Sverige. Inga underarter finns listade i Catalogue of Life.